# Haplopappus rosulatus
Haplopappus rosulatus là một loài thực vật có hoa trong họ Cúc. Loài này được H.M.Hall mô tả khoa học đầu tiên năm 1928.